# Siegward
Siegward bzw. Siegwart sind männliche Vornamen. Siegwart ist auch ein Familienname.

## Varianten
- altnordisch: Sigurðr, Sigvọrðr
- dänisch: Sievert, Sigurd, Sigurt, Sigvard, Sigvardt, Sigvart, Sivart, Siward, Sivert
- deutsch: Siegwart, Sievert, Siwert
- färöisch: Sigurd, Sigurð, Sigvar, Sívar, Sjúrði, Sjúrður
- isländisch: Sigurður
- niederländisch: Sicco, Sjoerd
- Friesisch: Sikko, Siard, Sjard
- norwegisch: Sigurd, Sigvard, Sigvart, Siver, Sivert, Sjugurd, Sjur, Sjurd, Syver, Syvert
- schwedisch: Segol, Sifuert, Sigvard, Siuhl, Siurd, Sivar, Sivard, Siver, Sivert, Sjul, Sjur, Sjurd

## Herkunft und Bedeutung
Der Name Siegward stammt aus dem Althochdeutschen. Er setzt sich zusammen aus „sigu“ (Sieg) und „wart“ (Hüter).

## Namenstage
In Schweden sind sowohl der 25. Februar als auch der 25. September Namenstage für Siegward. In Finnland wird er nur am 25. September gefeiert.

## Namensträger

### Vorname
- Sigward von Minden († 1140), Bischof von Minden
- Siegward Bach (1929–2016), deutscher Artist
- Siegward Dittmann, (* 1954), deutscher Pädagoge und Führungspersönlichkeit der freireligiösen Bewegung in Deutschland
- Siegwart Ehrlich (1881–1941), deutscher Schlagerkomponist
- Siegwart Friedmann (1842–1916), österreichischer Schauspieler
- Siegwart Gruder (1872–1935), österreichischer Schauspieler bei Bühne und Stummfilm
- Siegwart-Horst Günther (1925–2015), deutscher Tropenmediziner
- Siegwart Lindenberg (* 1941), deutsch-niederländischer Sozialwissenschaftler
- Siegward Lönnendonker (1939–2022), deutscher Soziologe, Experte für die Außerparlamentarische Opposition (APO)
- Siegward Lychatz (1939–2008), deutscher Radsport-Trainingswissenschaftler
- Siegward Reinicke (1944–2018), deutscher Fußballspieler
- Siegward Sprotte (1913–2004), deutscher Maler

### Familienname
- Constantin Siegwart-Müller (1801–1869), Schweizer Parteiführer, Führer der Ultramontanen, Führer des Sonderbundes
- Franz Siegwart (1854–1933), Schweizer Offizier und Beamter
- Geo Siegwart (* 1954), deutscher Philosoph und Hochschullehrer
- Hans Siegwart (1925–2003), Schweizer Wirtschaftswissenschaftler
- Hugo Siegwart (1865–1938), Schweizer Bildhauer
- Josef Siegwart (1929–2011), Schweizer Ordensgeistlicher, Theologe und Kirchenhistoriker
- Roland Siegwart (* 1959), Schweizer Robotiker

### Literarische Figur
- Siegwart. Eine Klostergeschichte, Roman (1776) von Johann Martin Miller